# 12. honvedski pehotni polk (Avstro-Ogrska)
Za druge 12. polke glejte 12. polk.
12. honvedski pehotni polk je bil pehotni polk avstro-ogrskega Honveda.

## Zgodovina
Polk je bil ustanovljen leta 1886.

### Prva svetovna vojna
Polkovna narodnostna sestava leta 1914 je bila sledeča: 42 % Madžarov, 40 % Slovakov, 10 % Rusinov in 8 % drugih.

## Poveljniki polka
- 1914: Martin Tahy von Tahvar[3]